# Leah Jeffries
Leah Sava Jeffries, née le 25 septembre 2009, à Détroit, est une  actrice américaine,. Elle fait ses débuts d'actrice dans la série musicale Empire en 2015 et plus tard au cinéma dans le thriller d'action Beast en 2022. À partir de 2023, elle incarne Annabeth Chase dans l'adaptation télévisée de la série de romans fantastiques de Rick Riordan, Percy Jackson et les Olympiens.

## Biographie

### Enfance, éducation et débuts
Née à Detroit, Leah Sava Jeffries est la fille de Leah Jeffries et Floyd S. Jeffries Jr,. Elle a un frère aîné, Floyd Jeffries, qui est également acteur et mannequin. Elle a fréquenté une école dans le district scolaire communautaire de Novi (en).

### Carrière
Avant ses débuts d'actrice, Jeffries est mannequin pour des produits pour enfants pour la marque Carol's Daughter. Elle débute en tant qu'actrice à l'âge de 5 ans en interprétant Lola Lyon dans la série télévisée Empire,. Le 5 mai 2022, elle est annoncée dans le rôle d'Annabeth Chase dans la série de Disney+ Percy Jackson et les Olympiens.
Dès l'annonce du casting, Jeffries est victime d'un cyberharcèlement raciste parce que son personnage, Annabeth Chase, est dépeint comme blanc dans la série de livres sur laquelle la série est basée. Le 10 mai, l'auteur des livres, Rick Riordan, publie un billet de blog dans lequel il condamne les attaques contre Jeffries et réaffirme son soutien à son égard,. Alexandra Daddario, l'actrice qui jouait Annabeth dans les deux adaptations cinématographiques, lui apporte également son soutien. De nombreux membres de la fanbase de la série romanesque affichent eux aussi leur soutien avec le hashtag #LeahIsOurAnnabeth.
En août 2022, le film Beast sort, dans lequel Jeffries joue Norah Samuels.

## Filmographie

### Télévision
- 2015 : Empire : Lola Lyon
- 2018 : Rel : Brandi
- 2023 : Percy Jackson et les Olympiens : Annabeth Chase

### Cinéma
- 2018 :  Faith Under Fire : Fiona
- 2019 :  PawParazzi : Monique
- 2022 :  Beast : Norah Samuels
- 2022 :  Something from Tiffany's : Daisy Greene